# 정종택 (작곡가)
정종택(Jeong Jong Tek, 1942년 4월 19일~ )은 대한민국의 작곡가이다.

## 학력
- 순천고등학교 졸업

## 수상
- 제2회 MBC 향토가요제 대상 수상

## 음반
- 1986년 정종택 다시 부른 옛노래 (처녀 뱃사공 / 물새야 왜 우느냐)